# Bầu cử tổng thống Ý 2013
Cuộc bầu cử Tổng thống Ý diễn ra từ ngày 18–20 tháng 4 năm 2013 và kết quả là ông Giorgio Napolitano tái đắc cử.
Ở vòng 2, bầu cử không trực tiếp, chỉ các thành viên của quốc hội Ý và đại biểu khu vực có quyền bỏ phiếu, hầu hết những người bỏ phiếu đã được bầu trong cuộc bầu cử năm 2013. Là người đứng đầu của Cộng hòa Ý, Tổng thống có vai trò là người đại diện thống nhất và đảm bảo rằng các hoạt động chính trị Ý phải tuyên thủ Hiến pháp trong khuôn khổ nghị viện.